# Classmate J
Classmate J（クラスメイト ジェイ）とは、ジャニーズ事務所所属のジャニーズJr.内の6人組男性アイドルグループである。

## 略歴
2016年3月5日に『ジャニーズ銀座2016』にグループとして出演することが発表された。当初のメンバーは岩﨑大昇、髙橋優斗、今野大輝、松井奏、佐々木大光、和田優希の6人。その後メンバーが追加され、4月の公演開催時には松尾龍、五十嵐玲央、藤井直樹を含めた9人で出演した。
その後もメンバーの変更は続き、2016年6月7日発売のアイドル雑誌『WiNK UP』2016年7月号では岩﨑、今野、松井、和田、松尾の5人組として、2016年7月23日発売のアイドル雑誌『Myojo』2016年9月号では佐々木、今野、和田、松井、松尾、末武の6人組として掲載される。そして同年7月20日から開催された『サマステ ジャニーズキング』には岩﨑、佐々木、今野、和田、松井、藤井の6人で出演した。
2016年12月の舞台『JOHNNYS' ALL STARS IsLAND』には6人全員が出演していたがグループ名の表記はなく、藤井と岩崎は同公演や2017年4月に行われた『ジャニーズ銀座2017』で新しいユニット・東京B少年として出演しており、Classmate Jとしての活動は見られていない。のちに佐々木と今野が、いつのまにかClassmate Jはなくなっており、その後ジャニー喜多川に直談判して「SoundLover」というユニットを結成し、メンバーも自分達で選んだが、そのユニットも立ち消えになってしまったことがあったと明かしている。
2018年2月には佐々木と今野が7 MEN 侍、同年5月には和田がJr.SP、2020年10月には松井がIMPACTorsの結成に参加し、すべてのメンバーが新設の別ユニットを拠点として活動するようになった。

## メンバー変遷
2016年3月『ジャニーズ銀座2016』開催発表時
- 岩﨑大昇、髙橋優斗、今野大輝、松井奏、佐々木大光、和田優希

2016年4月『ジャニーズ銀座2016』公演時
- 岩﨑大昇、髙橋優斗、今野大輝、松井奏、佐々木大光、和田優希、松尾龍、五十嵐玲央、藤井直樹

2016年6月7日発売『WiNK UP』2016年7月号
- 岩﨑大昇、今野大輝、松井奏、和田優希、松尾龍

2016年7月23日発売『Myojo』2016年9月号
- 今野大輝、松井奏、和田優希、佐々木大光、松尾龍、末武幸紘

2016年7月20日開催『サマステ ジャニーズキング』公演時
- 岩﨑大昇、今野大輝、和田優希、松井奏、佐々木大光、藤井直樹

## 出演

### 舞台
- ジャニーズ銀座2016（2016年4月29日 - 5月1日、シアタークリエ）[2]

### コンサート
- サマステ ジャニーズキング［Mr.KING・HiHi Jet・Classmate J］（2016年7月20日 - 8月28日、EXシアター六本木）